# Mánička (označení)

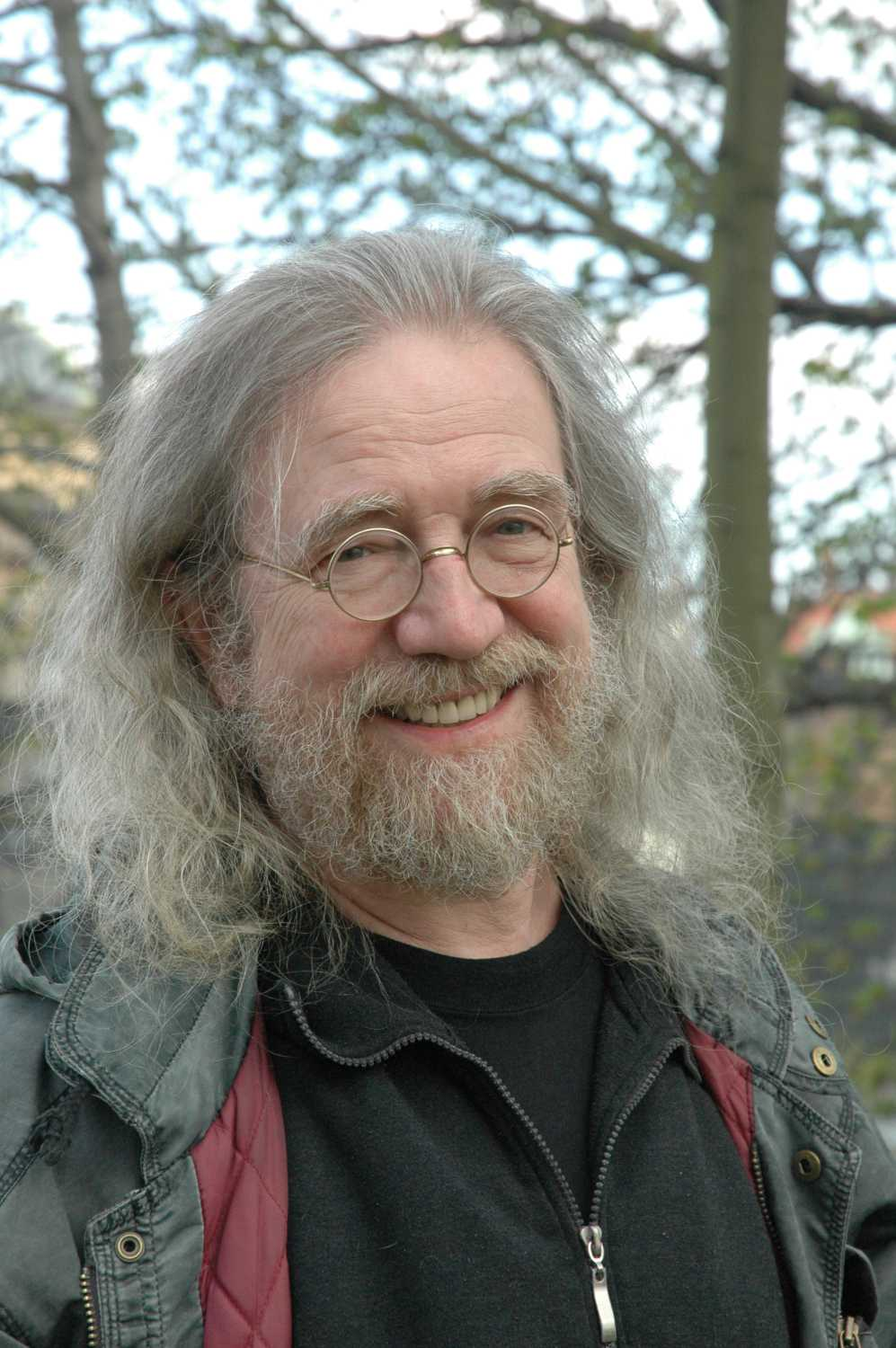
Jaroslav Hutka – jeden z předvedených při policejní akci proti máničkám v roce 1966.

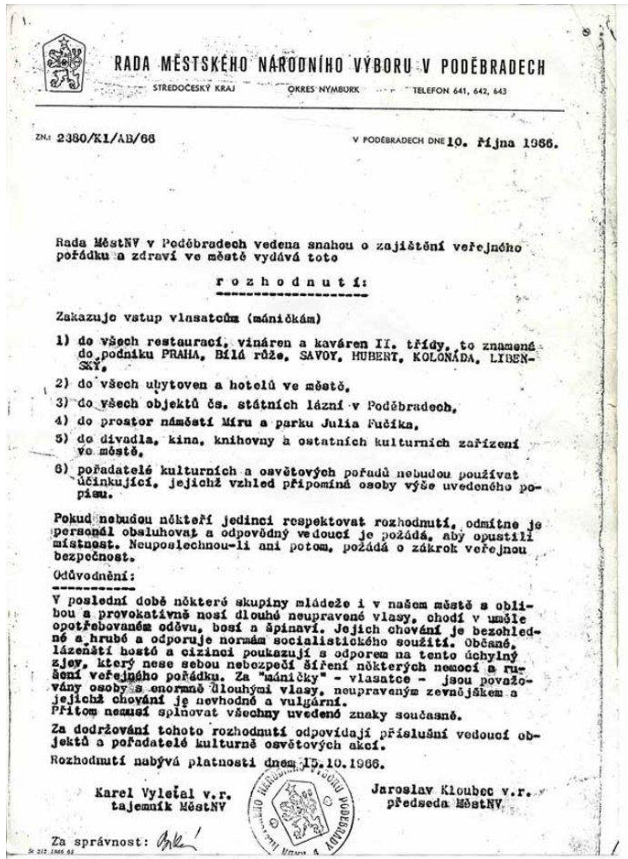
Rozhodnutí vydané městským národním výborem v Poděbradech zakazující vstup tzv. "máničkám" do většiny veřejných objektů (datováno: 10. října 1966).

Mánička (nebo také vlasatec) je v Česku označení pro mladého muže s dlouhými vlasy, jenž obvykle vyznává rockové hodnoty nebo hodnoty undergroundu. Mezi ně patří potřeba svobody a z ní plynoucí většinový postoj těchto skupin proti totalitě. V době minulého režimu tak byli oficiálními úřady Československa kvůli těmto postojům a svému neupravenému vzhledu řazeni na úroveň výtržníků a příživníků. Kroky proti nim, jejich shromážděním a kulturním akcím podnikal stranický aparát, Veřejná bezpečnost i Státní bezpečnost. Na stejnou úroveň se tehdy stavěli také tzv. páskové vyznávající podobné hodnoty a nosící kratší účesy, inspirované např. Elvisem Presleyem.

## Historie
Móda dlouhých vlasů se v Československu objevila v roce 1963. Inspirovaly ji britské kapely The Beatles a The Rolling Stones. Významnou událostí, která v roce 1965 zvýšila oblibu dlouhých vlasů mezi mladými muži v Československu, byla návštěva Allena Ginsberga v Praze. Komunistická vláda v té době povolila uspořádat majáles, kterého se zúčastnilo několik tisíc lidí a jehož králem byl zvolen právě A. Ginsberg. V roce 1964 nosilo dlouhé vlasy několik desítek mužů, v roce 1966 jich již byly více než čtyři tisíce.
Obliba dlouhých vlasů v té době vycházela především z náklonnosti k rockové hudbě, šlo o také o generační vymezení. Zprvu se nejednalo o nějakou formu protestu proti komunistické moci a životu v totalitním režimu. Komunisté ale považovali vlasaté muže za nebezpečné a různě je perzekvovali, často za použití násilí.
Ve druhé polovině roku 1966 uskutečnily orgány tehdejší komunistické moci rozsáhlou akci, při níž bylo násilím ostříháno 3976 lidí. Z nich 86 bylo dívek, tzv. „společnic vlasatců“; ty byly navíc podrobeny různým ponižujícím prohlídkám. Přibližně 40 % evidovaných osob bylo nedospělých, 60 % ve věku 18–26 let a jen několik osob z celkového počtu bylo starších 26 let. Podle povolání bylo téměř 69 % dělníků s nižší kvalifikací nebo pomocných dělníků, přibližně 20 % učňů, 6 % studentů a zbytek ostatní povolání.
Tato akce byla jednou z mnoha, které se periodicky od počátku padesátých let opakovaly pod heslem boje proti „chuligánství“. Po uvolnění v roce 1968 se s nástupem normalizace režim opět zaměřil na „hippies“, jak nazýval máničky. Na základě pokynů Ideologické komise Ústředního výbory Komunistické strany Československa vypracovala  Státní bezpečnost začátkem 70. let manuál, jak postupovat proti máničkám. Objevila se nová kampaň, tentokrát pod výmluvným heslem „Máš-li dlouhý vlas, nechoď mezi nás“. Vlasatci byli líčeni jako nepřátelé režimu, alkoholici, narkomani a zločinci. Až do pádu režimu v roce 1989 pokračovaly i přímé útoky na máničky. V roce 1974 bylo v Rudolfově zbito několik stovek mániček, které přijely na koncert skupiny The Plastic People of the Universe. Kromě násilí zahrnovala perzekuce mániček vyhazovy ze školy či práce a různé formy policejní šikany, například perlustrace, zatýkání či různé výhrůžky.
Opatření mnohdy přinesla opačný výsledek, než komunisté zamýšleli. Perzekuce a násilí nakonec vedly k tomu, že mnozí z řad mániček se začali vůči režimu vymezovat, ač se původně o politiku nezajímali. Navíc masivní kampaň ve sdělovacích prostředcích paradoxně udělala komunitě mániček reklamu, a mnoho mladých mužů se s ní začalo identifikovat.
V roce 2022 byl u soudu rehabilitován Martin Maryška, který byl v roce 1966 příslušníky Veřejné bezpečnosti zadržen a ostříhán.

## Materiály oficiálních míst ČSSR

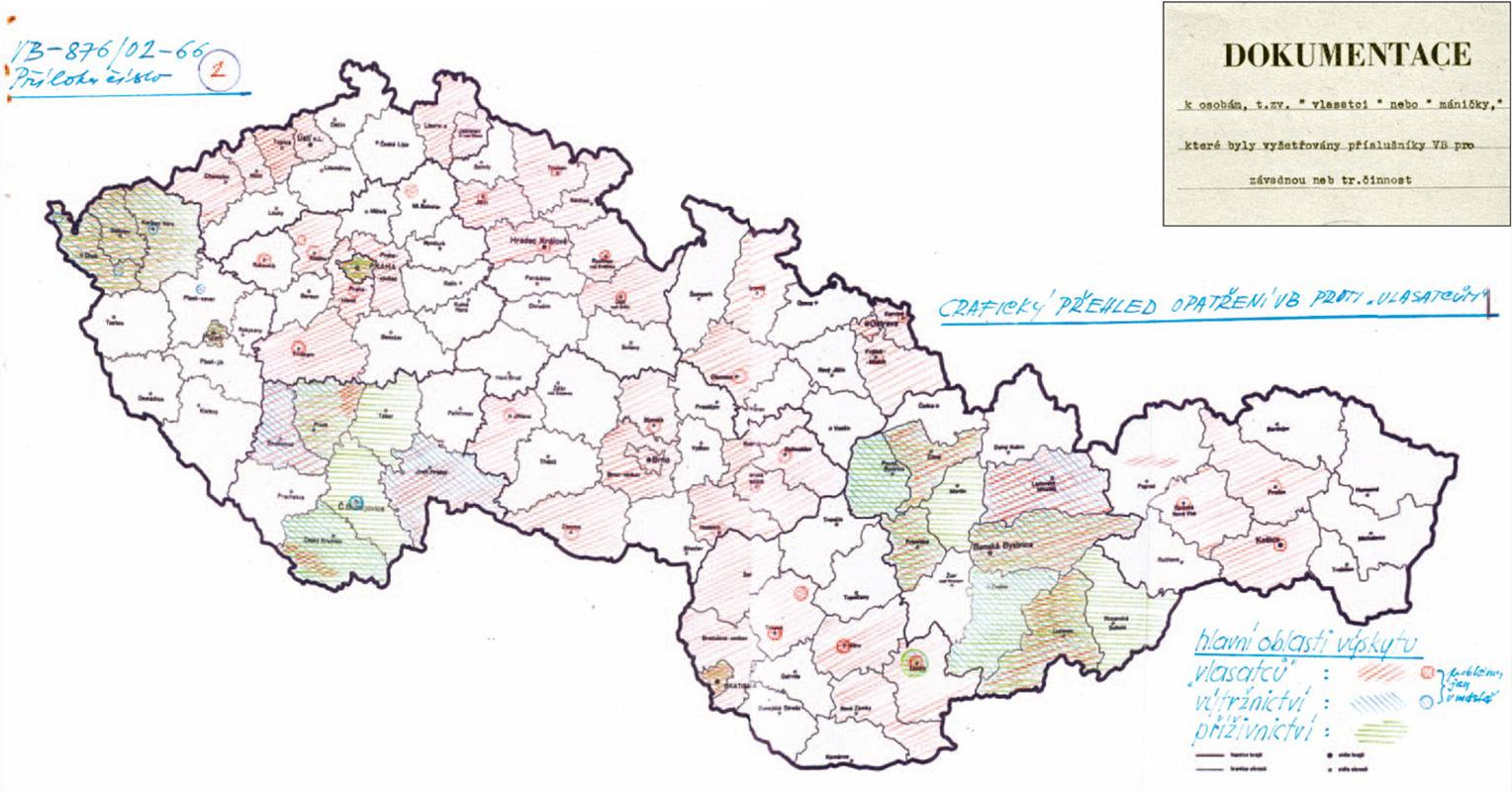
Mapa vlasatců, výtržníků a příživníků Ministerstva vnitra z roku 1966

Zápisy Veřejné bezpečnosti charakterizovaly vlasatce jako:
„Osoby s enormně dlouhými vlasy, neupraveným zevnějškem jejichž chování je nevhodné a vulgární. Přitom nemusí splňovat všechny uvedené znaky současně. Společným rysem této mládeže je provokativní a odpuzující chování vůči spoluobčanům na veřejnosti i v uzavřených místnostech."

Dokumentace ÚV KSČ uváděla podobný popis:
„Charakteristickým rysem je pro ně ztráta společenských hodnot, bezvýchodnost v pohledu na vlastní místo ve společnosti, okázalý nezájem o jakékoliv společenské dění demonstrovaný rozedraným a odpuzujícím zevnějškem. Neupravené vlasy, špína těla i zchátralost oděvů a sklony k nadměrnému požívání alkoholických nápojů, tendence provokovat siláckými výkony při větších shromážděních jen dokreslují jejich celkový profil.“